# Çamlı, Tonya
Çamlı là một xã thuộc huyện Tonya, tỉnh Trabzon, Thổ Nhĩ Kỳ. Dân số thời điểm năm 2011 là 116 người.